# Certamen anual de la canción hebrea
El Certamen anual de la canción hebrea (en hebreo: מצעד הפזמונים העברי השנתי‎) es un concurso musical que se realiza en Israel desde 1963 y es emitido de manera radial en vísperas de Rosh Hashaná.
Actualmente hay dos certámenes: uno el de Kan Guimel, de la emisora de la Corporación de Radiodifusión Israelí (כאן Kan), y el otro de la emisora Galgalatz, que forma parte de la red radial de las Fuerzas de Defensa de Israel. Su objetivo es recoger todas las listas de éxitos musicales semanales que se han emitido durante el último año, entre las que se elegirá la canción ganadora, denominada «la Canción del Año».
También son seleccionados ganadores en las siguientes categorías: Cantante masculino del año, Cantante femenina del año, Banda del año, Composición del año y Cantante del año o Revelación del año. Las canciones y los intérpretes están determinados por la elección de los oyentes y, a veces, también se tiene en cuenta la clasificación de la canción en las listas semanales durante el año.

## Ganadores

### Kol Israel
| Año  | Canción del año                                                                                                   | Cantante masculino del año | Cantante femenina del año | Banda del año                                  | Revelación del año           |                              |
| ---- | --- | -------------------------- | ------------------------- | ---------------------------------------------- | ---------------------------- | ---------------------------- |
| 1969 | Al Kapav Yavi (על כפיו יביא) – Rivka Zohar (Yoram Taharlev, Yair Rozenblum)                                       | Avi Toledano               | Rivka Zohar               | Nahal Entertainment Group                      |                              | Al Kapav Yavi                |
| 1970 | Pit'om A chshav, Piton HaYom (פתאום עכשיו, פתאום היום) – Shlomo Artzi (Tirza Atar, Ya'akov Hollander)             | Shlomo Artzi               | Rivka Zohar               | Naval Corps Entertainment Group                |                              | Pit'om A chshav, Piton HaYom |
| 1971 | Matok Matok (מתוק מתוק) – Northern Command Entertainment Group (Ilan Goldhirsh, Ilan Mochi'ach)                   | Sassi Keshet               | Ilanit                    | Southern Command Entertainment Group           |                              | Matok Matok                  |
| 1972 | HaYom HaYom (היום היום) – Central Command Trio (Dudu Barak, Moni Amarilio)                                        | Shlomo Artzi               | Ilanit                    | Aharit HaYamim Naval Corps Entertainment Group |                              | HaYom HaYom                  |
| 1973 | HaMagafayim Shel Barukh (המגפיים של ברוך) – Poogy (Danny Sanderson, Alon Olearchik, Menachem Zilberman)           | Shlomo Artzi               | Ilanit                    | Poogy                                          |                              | HaMagafayim Shel Barukh      |
| 1974 | Natati La Khayay (נתתי לה חיי) – Poogy (Danny Sanderson, Alon Olearchik)                                          | Shlomo Artzi               | Ilanit                    | Poogy                                          |                              | Natati La Khayay             |
| 1975 | Golyat (גוליית) – Poogy (Alon Olearchik, Danny Sanderson)                                                         | Yigal Bashan               | Ilanit                    | Poogy                                          |                              | Golyat                       |
| 1976 | Rutzi Shmulik (רוצי שמוליק) – Ariel Zilber (Shmulik Chizik)                                                       | Ariel Zilber               | Ilanit                    | Poogy                                          |                              | Rutzi Shmulik                |
| 1977 | Slichot (סליחות) – Yehudit Ravitz (Leah Goldberg, Oded Lerer)                                                     | Svika Pick                 | Ilanit                    | HaAchim VeHaAchayot                            |                              | Slichot                      |
| 1978 | Ne'esaf Tishrei (נאסף תשרי) – Svika Pick (Natan Yonatan, Svika Pick)                                              | Svika Pick                 | Chava Alberstein          | –                                              |                              | Ne'esaf Tishrei              |
| 1979 | Hallelujah (הללויה) – Milk and Honey (Shimrit Or, Kobi Oshrat)                                                    | Svika Pick                 | Gali Atari                | Gazoz                                          |                              | Hallelujah                   |
| 1980 | Galgal Anak (גלגל ענק) - Milk and Honey (Shimrit Or, Kobi Oshrat)                                                 | Svika Pick                 | Ofra Haza                 | Milk and Honey                                 |                              | Galgal Anak                  |
| 1981 | Lir'ot Ota HaYom (לראות אותה היום) – T-Slam (Danny Bassan, Yair Nitzani, Yoshi Sade, Tzuf Philosof, Izhar Ashdot) | Shlomo Artzi               | Ofra Haza                 | T-Slam                                         |                              | Lir'ot Ota HaYom             |
| 1982 | Yom Shishi (יום שישי) – Benzene (Ya'akov Gilad, Yehuda Poliker)                                                   | Yigal Bashan               | Ofra Haza                 | Benzene                                        |                              | Yom Shishi                   |
| 1983 | Jai (חי) – Ofra Haza (Ehud Manor, Avi Toledano)                                                                   | David Broza                | Ofra Haza                 | T-Slam                                         |                              | Jai                          |
| 1984 | Tirkod (תרקוד) – Shlomo Artzi (Shlomo Artzi)                                                                      | Shlomo Artzi               | Yardena Arazi             | Benzene                                        |                              | Tirkod                       |
| 1985 | Anachnu Nish'arim Ba'Aretz (אנחנו נשארים בארץ) – Kmo Tzo'ani (Yigal Bashan, Uzi Hitman)                           | Alon Olearchik             | Yardena Arazi             | Tango                                          |                              | Anachnu Nish'arim Ba'Aretz   |
| 1986 | Shvil HaBricha (שביל הבריחה) – Rita (Michal Brant, Rami Kleinstein)                                               | Shlomo Artzi               | Rita                      | Mashina                                        |                              | Shvil HaBricha               |
| 1987 | Ba'a Me'Ahava (באה מאהבה) – Yehudit Ravitz (Yaakov Rotblit, Yehudit Ravitz)                                       | Adam                       | Yardena Arazi             | Mashina                                        |                              | Ba'a Me'Ahava                |
| 1988 | Mitzta'er (מצטער) – Adam (Rachel Shapira, Izhar Ashdot)                                                           | Adam                       | Yardena Arazi             | Mashina                                        |                              | Mitzta'er                    |
| 1989 | Rikud HaMechona (ריקוד המכונה) – Mashina (Shlomi Bracha)                                                          | Danny Robas                | Rita                      | Mashina                                        |                              | Rikud HaMechona              |
| 1990 | Tzai'ri Lach Safam (ציירי לך שפם) – Noar Shulayim (Mikiyagi, Dudi Levi, Aran Amir, Kobi Pitero, Roee Shaked)      | Uri Fineman                | Si Heiman                 | Noar Shulayim                                  |                              | Tzai'ri Lach Safam           |
| 1991 | HaKayitz Ha'Acharon (הקיץ האחרון) – Shfiyut Zmanit (Max Gat Mor)                                                  | Gidi Gov                   | Etti Ankri                | Ethnix                                         |                              | HaKayitz Ha'Acharon          |
| 1992 | Ahava Ktzara (אהבה קצרה) – Meir Banai (Meir Banai)                                                                | Meir Banai                 | Gali Atari                | Ethnix                                         |                              | Ahava Ktzara                 |
| 1993 | Jessica (ג'סיקה) – Ethnix feat. Yevgeni Shapovalov (Ze'ev Nechama, Tamir Kalinski)                                | Aviv Geffen                | Etti Ankri                | Ethnix                                         |                              | Jessica                      |
| 1994 | Ha'im Lihiot Bach Me'ohav (האם להיות בך מאוהב) – Aviv Geffen (Aviv Geffen)                                        | Aviv Geffen                | Sharon Haziz              | Ethnix                                         |                              | Ha'im Lihiot Bach Me'ohav    |
| 1995 | Tapuchim VeTmarim (תפוחים ותמרים) – Rami Kleinstein (Eitan Nahmias Glass, Rami Kleinstein)                        | Rami Kleinstein            | Dana International        | Avtipus                                        |                              | Tapuchim VeTmarim            |
| 1996 | Shnayim (שניים) – Shlomo Artzi & Rita (Shlomo Artzi)                                                              | Shlomo Artzi               | Rita                      | Ethnix                                         |                              | Shnayim                      |
| 1997 | Kol Ma SheTirtzi (כל מה שתרצי) – Rami Kleinstein (Rami Kleinstein)                                                | Eyal Golan                 | Iggy Waxman               | Teapacks                                       |                              | Kol Ma SheTirtzi             |
| 1998 | D'maot (דמעות) – Eyal Golan (Ze'ev Nechama, Tamir Kalinski)                                                       | Eyal Golan                 | Dana International        | Hi-Five                                        | Ben Artzi                    | D'maot                       |
| 1999 | Ze Kol HaKesem (זה כל הקסם) – Nimrod Lev & Orli Perl (Nimrod Lev)                                                 | Eyal Golan                 | Sarit Hadad               | Knesiyat HaSekhel                              | Nimrod Lev                   | Ze Kol HaKesem               |
| 2000 | LeKol Echad Yesh (לכל אחד יש) – Shlomi Shabat & Lior Narkis (Uzi Hitman, Shlomi Shabat)                           | Shlomo Artzi               | Dana Berger               | Teapacks                                       | Uri Banai                    | LeKol Echad Yesh             |
| 2001 | Yalla, Lech HaBayta Moti (יאללה לך הביתה מוטי) – Sarit Hadad (Kobi Oz)                                            | Arkadi Duchin              | Sarit Hadad               | Teapacks                                       | Tal Segev                    | Yalla, Lech HaBayta Moti     |
| 2002 | Darkenu (דרכנו) – Hani Furstenberg & Sarit Vino-Elad (Yaakov Rotblit, Izhar Ashdot)                               | Shlomo Artzi               | Sarit Hadad               | Ethnix                                         | Muki                         | Darkenu                      |
| 2003 | Im Telech (אם תלך) – The Idan Raichel Project (Idan Raichel)                                                      | Yehuda Poliker             | Dana Berger               | The Idan Raichel Project                       | The Idan Raichel Project     | Im Telech                    |
| 2004 | Yom Ve'Od Yomayim (יום ועוד יומיים) – Shai Gabso (Shai Gabso)                                                     | Ehud Banai                 | Maya Bouskilla            | Hadag Nahash                                   | Shai Gabso                   | Yom Ve'Od Yomayim            |
| 2005 | HaSheket SheNish'ar (השקט שנשאר) – Shiri Maimon (Pini Aharonbayev, Eyal Shachar)                                  | Ivri Lider                 | Shiri Maimon              | The Idan Raichel Project                       | Miri Mesika                  | HaSheket SheNish'ar          |
| 2006 | Ve'At (ואת) – Harel Skaat (Keren Peles)                                                                           | Harel Skaat                | Keren Peles               | Beit HaBubot                                   | Keren Peles                  | Ve'At                        |
| 2007 | Achshav Ata Chozer BeChazara (עכשיו אתה חוזר בחזרה) – Miri Mesika (Erik Berman)                                   | Erik Berman                | Miri Mesika               | Synergia                                       | Erik Berman                  | Achshav Ata Chozer BeChazara |
| 2008 | Hozeh Otach Muli (הוזה אותך מולי) – Eyal Golan (Yossi Ben-David, Kyriakos Papadopoulos)                           | Eyal Golan                 | Keren Peles               | Ran Danker & Ilai Botner                       | Alma Zohar                   | Hozeh Otach Muli             |
| 2009 | Ze Ani (זה אני) – Eyal Golan (Yossi Gispan, Kyriakos Papadopoulos)                                                | Evyatar Banai              | Sarit Hadad               | The Idan Raichel Project                       | Dor Daniel                   | Ze Ani                       |
| 2010 | Tagidu La (תגידו לה) – Dudu Aharon (Dudu Aharon, Konstantinos Pantzis)                                            | Dudu Aharon                | Roni Dalumi               | Hadag Nahash                                   | Daniela Spector              | Tagidu La                    |
| 2011 | Ke'ev Shel Lochamim (כאב של לוחמים) – Idan Amedi (Idan Amedi)                                                     | Eyal Golan                 | Miri Mesika               | Shiri Maimon & Shimon Bouskila                 | Idan Amedi                   | Ke'ev Shel Lochamim          |
| 2012 | Zikukim (זיקוקים) – Moshe Peretz (Tal Raviv, Shmulik Noifeld)                                                     | Harel Skaat                | Miri Mesika               | Ethnix                                         | Ilai Botner VeYaldey HaChutz | Zikukim                      |
| 2013 | Nigmar (נגמר) – Idan Amedi (Idan Amedi)                                                                           | Idan Amedi                 | Yardena Arazi             | Ilai Botner VeYaldey HaChutz                   |                              | Nigmar                       |
| 2014 | Targil BeHit'orerut (תרגיל בהתעוררות) – Shlomi Shaban & Chava Alberstein (Shlomi Shaban)                          | Muki                       | Dikla                     | Monica Sex                                     | Yuval Dayan                  | Targil BeHit'orerut          |
| 2015 | Golden Boy – Nadav Guedj (Doron Medalie)                                                                          | Shimon Bouskila            | Dikla                     | Ilai Botner VeYaldey HaChutz                   | Nadav Guedj                  | Golden Boy                   |
| 2016 | Silsulim (סלסולים) – Static & Ben El Tavori (Liraz Russo (Static), Ben El Tavori)                                 | Idan Raichel               | Dikla                     | Café Shahor Hazak                              | Avior Malasa                 | Silsulim                     |
| 2017 | Tavo'i HaYom (תבואי היום) – Eyal Golan (Avi Ohayon, Matan Dror)                                                   | Eyal Golan                 | Eden Ben Zaken            | Static & Ben El Tavori                         | Moti Taka                    | Tavo'i HaYom                 |
| 2018 | Toy – Netta (Doron Medalie, Stav Beger)                                                                           | Omer Adam                  | Netta                     | Static & Ben El Tavori                         | Stephane Legar               | Toy                          |